# سبنسر ولز
سبنسر ولز (بالإنجليزية: Spencer Wells)‏ هو عالم وراثة أمريكي، ولد في 6 أبريل 1969 في ماريتا في الولايات المتحدة.

## وصلات خارجية
- سبنسر ولز على موقع IMDb (الإنجليزية)
- سبنسر ولز على موقع الموسوعة البريطانية (الإنجليزية)